# Primera divisió espanyola de futbol 1945-1946
Resum de l'activitat de la temporada 1945-1946 de la Primera divisió espanyola de futbol.

## Equips participants
| Club              | Ciutat               | Estadi        |
| ----------------- | -------------------- | ------------- |
| CE Alcoià         | Alcoi                | El Collao     |
| Atlético Aviación | Madrid               | Metropolitano |
| Atlético Bilbao   | Bilbao               | San Mamés     |
| FC Barcelona      | Barcelona            | Les Corts     |
| CE Castelló       | Castelló de la Plana | Castàlia      |
| Celta de Vigo     | Vigo                 | Balaídos      |
| RCD Espanyol      | Barcelona            | Sarrià        |
| Hèrcules CF       | Alacant              | Bardín        |
| Reial Múrcia CF   | Múrcia               | La Condomina  |
| Reial Oviedo      | Oviedo               | Buenavista    |
| Real Gijón        | Gijón                | El Molinón    |
| Reial Madrid      | Madrid               | Chamartín     |
| Sevilla FC        | Sevilla              | Nervión       |
| València          | València             | Mestalla      |

## Classificació general
| Pos | Equip             | PJ | PG | PE | PP | GF | GC | DG  | Pts | Classificació o descens |
| --- | ----------------- | -- | -- | -- | -- | -- | -- | --- | --- | ----------------------- |
| 1   | Sevilla FC (C)    | 26 | 14 | 8  | 4  | 53 | 37 | +16 | 36  | Campió                  |
| 2   | FC Barcelona      | 26 | 14 | 7  | 5  | 48 | 31 | +17 | 35  |                         |
| 3   | Atlético Bilbao   | 26 | 14 | 5  | 7  | 63 | 38 | +25 | 33  |                         |
| 4   | Reial Madrid      | 26 | 11 | 9  | 6  | 46 | 30 | +16 | 31  |                         |
| 5   | Reial Oviedo      | 26 | 10 | 10 | 6  | 44 | 37 | +7  | 30  |                         |
| 6   | València          | 26 | 9  | 10 | 7  | 44 | 36 | +8  | 28  |                         |
| 7   | Atlético Aviación | 26 | 10 | 6  | 10 | 50 | 48 | +2  | 26  |                         |
| 8   | CE Castelló       | 26 | 11 | 4  | 11 | 38 | 54 | −16 | 26  |                         |
| 9   | Real Gijón        | 26 | 9  | 7  | 10 | 37 | 39 | −2  | 25  |                         |
| 10  | Celta de Vigo     | 26 | 9  | 3  | 14 | 57 | 56 | +1  | 21  |                         |
| 11  | Reial Múrcia CF   | 26 | 5  | 10 | 11 | 21 | 39 | −18 | 20  |                         |
| 12  | RCD Espanyol (O)  | 26 | 6  | 7  | 13 | 41 | 53 | −12 | 19  | Promoció                |
| 13  | CE Alcoià (R)     | 26 | 7  | 5  | 14 | 39 | 54 | −15 | 19  | Descens                 |
| 14  | Hèrcules CF (R)   | 26 | 5  | 5  | 16 | 30 | 59 | −29 | 15  | Descens                 |

## Resultats
| Casa \ Fora       | ALC | AAV | ATB | BAR | CAS | CEL | ESP | HER | MUR | OVI | RGI | RMA | SEV | VAL |
| ----------------- | --- | --- | --- | --- | --- | --- | --- | --- | --- | --- | --- | --- | --- | --- |
| CE Alcoià         | —   | 3–1 | 3–2 | 3–3 | 3–1 | 4–2 | 1–1 | 3–1 | 1–0 | 1–1 | 4–1 | 1–3 | 1–2 | 1–2 |
| Atlético Aviación | 2–0 | —   | 1–0 | 2–0 | 4–0 | 3–2 | 7–3 | 5–2 | 0–0 | 2–2 | 2–0 | 3–1 | 2–1 | 0–0 |
| Atlético Bilbao   | 2–0 | 1–2 | —   | 2–0 | 7–1 | 2–1 | 3–1 | 6–0 | 6–1 | 2–4 | 2–3 | 3–2 | 4–3 | 2–2 |
| FC Barcelona      | 2–0 | 2–1 | 0–6 | —   | 4–0 | 3–1 | 1–0 | 5–3 | 1–1 | 4–0 | 2–0 | 1–0 | 1–1 | 1–1 |
| CE Castelló       | 2–1 | 2–1 | 4–0 | 1–1 | —   | 2–1 | 4–1 | 2–1 | 3–0 | 1–1 | 2–0 | 0–3 | 2–2 | 1–0 |
| Celta de Vigo     | 6–1 | 6–1 | 1–2 | 1–5 | 4–0 | —   | 4–1 | 4–2 | 1–1 | 3–2 | 2–3 | 3–0 | 4–0 | 1–1 |
| RCD Espanyol      | 2–1 | 4–3 | 1–5 | 0–2 | 4–1 | 4–1 | —   | 5–2 | 0–1 | 1–2 | 2–2 | 1–1 | 1–1 | 4–0 |
| Hèrcules CF       | 1–0 | 3–2 | 0–0 | 0–0 | 1–2 | 1–4 | 0–0 | —   | 2–0 | 0–3 | 2–1 | 2–3 | 1–2 | 2–1 |
| Reial Múrcia CF   | 2–3 | 0–0 | 0–0 | 0–2 | 2–3 | 1–0 | 2–2 | 1–1 | —   | 0–3 | 1–0 | 1–0 | 1–1 | 2–2 |
| Reial Oviedo      | 3–2 | 3–3 | 1–2 | 1–1 | 4–2 | 1–0 | 1–0 | 2–0 | 0–0 | —   | 2–2 | 1–1 | 1–1 | 3–0 |
| Real Gijón        | 1–1 | 3–2 | 0–0 | 2–0 | 2–0 | 2–1 | 4–1 | 2–0 | 0–2 | 1–0 | —   | 1–1 | 1–2 | 1–2 |
| Reial Madrid      | 1–0 | 2–1 | 1–1 | 3–2 | 4–0 | 6–0 | 0–0 | 2–0 | 3–1 | 3–1 | 2–2 | —   | 1–1 | 1–1 |
| Sevilla FC        | 4–2 | 3–0 | 4–2 | 2–3 | 3–2 | 3–3 | 1–0 | 2–1 | 3–1 | 3–0 | 3–2 | 2–1 | —   | 3–0 |
| València          | 6–1 | 6–1 | 1–2 | 0–1 | 2–0 | 5–1 | 3–2 | 2–2 | 2–0 | 2–2 | 1–1 | 1–1 | 1–0 | —   |

### Promoció
| RCD Espanyol | 0–0 | Nàstic de Tarragona |
| ------------ | --- | ------------------- |
|              |     |                     |

 Estadi Olímpic de Montjuïc, (Barcelona)        
| RCD Espanyol | 3–0 | Nàstic de Tarragona |
| ------------ | --- | ------------------- |
|              |     |                     |

 Estadi Olímpic de Montjuïc, (Barcelona)        

### Resultats finals
- Campió: Sevilla.
- Descensos: CD Alcoià i Hèrcules CF.
- Ascensos: CE Sabadell i Deportivo de La Coruña.
- Màxim golejador:  Zarra (Athletic Club).
- Porter menys golejat:  José Bañón (València CF).

## Màxims golejadors
| Posició | Jugador       | Equip         | Gols |
| ------- | ------------- | ------------- | ---- |
| 1r      | Telmo Zarra   | Athletic Club | 24   |
| 2n      | Mundo         | València CF   | 20   |
| ·       | Pruden        | Reial Madrid  | 20   |
| 4t      | Ángel Cabido  | Reial Oviedo  | 19   |
| 5è      | Pahiño        | Celta de Vigo | 15   |
| ·       | José Campos   | Sevilla FC    | 15   |
| 7è      | Basilio Nieto | CE Castelló   | 14   |
| ·       | Juan Arza     | Sevilla FC    | 14   |

## Porter menys golejat
| Posició | Jugador               | Equip             | Gols | Partits | Mitjana |
| ------- | --------------------- | ----------------- | ---- | ------- | ------- |
| 1r      | José Bañón            | Reial Madrid      | 29   | 25      | 1,16    |
| 2n      | Juan Velasco          | FC Barcelona      | 31   | 26      | 1,19    |
| 3r      | Ferran Argila         | Reial Oviedo      | 31   | 23      | 1,35    |
| 4t      | Ignacio Eizaguirre    | València CF       | 36   | 26      | 1,38    |
| 5è      | Cesáreo López         | Sporting de Gijón | 35   | 25      | 1,40    |
| 6è      | José María Busto      | Sevilla FC        | 37   | 26      | 1,42    |
| 7è      | Raimundo Pérez Lezama | Athletic Club     | 38   | 26      | 1,46    |
| 8è      | Andrés Lerín          | Real Múrcia       | 34   | 23      | 1,48    |